# قباخ تپه
قباخ تپه مربوط به دوره سلجوقیان - دوره تیموریان - دوره صفوی است و در شهرستان سلماس، روستای کنار بژور واقع شده و این اثر در تاریخ ۲۵ اسفند ۱۳۸۰ با شمارهٔ ثبت ۵۰۷۷ به‌عنوان یکی از آثار ملی ایران به ثبت رسیده است.